# 共通感覚論
『共通感覚論（きょうつうかんかくろん）』は、中村雄二郎の哲学書。「常識」の英語訳であるコモン・センスの語源センススコムニスがアリストテレス哲学においては「共通感覚（五感の統合態）」を意味していたことに注目し、転義と原義の再統合を試みた書。1979年に刊行され、後に岩波現代文庫に収められた。
ちなみに、中村は、この共通感覚はカントの「統覚」に非常に近い概念だと、西田哲学についての講演で語っている。

## 書物の構成
第一章　共通感覚の再発見
「常識」と「共通感覚」の再統合が宣言され、両者のつながりの理解を助けるものとして、分裂病者の感覚が紹介される。分裂病者の症例においては、「常識の欠如」と「共通感覚の欠如」が同じ意味であるということが如実に顕れ出ることが示される。
第二章　視覚の神話をこえて
前章で視覚優位社会における五感の組み換えと体性感覚の復権が宣言されたことを受け、メルロー＝ポンティの業績などが吟味される。
第三章　言語と共通感覚
ソシュール言語哲学において、統合関係（主語と述語などの文中での語のつながり。結合軸）と連合関係（音や意味などのつながりから記憶される語彙の蓄積。選択軸）が考察されたこと、ヤコブソンがそれをメトニミー（換喩、隣接関係）とメタファー（隠喩、類似関係）に置き換えて考察したこと、前者が弁証法的で後者が構造主義的あることなどを示し、そのような言語のあり方と共通感覚論とのつながりを顕揚する。
第四章　記憶・時間・場所
ランガーの「創造的観念」（generative idea）という概念が紹介され、本書での共通感覚も、それであると明かされる。
終章
西田哲学を西田幾多郎の用いたターム以外の言葉で語り直さなくてはならないという決心が明かされる。

## 書評・反響
- 松岡正剛が書評サイトで本書を取り上げた一章を書いた[2]。
- 栗本慎一郎が「これを読んでいる人だけと愛し合いたい著作群」の中にこれを入れた。ちなみに、他には柄谷行人の『日本近代文学の起源』、蓮實重彦の『表層批評宣言』、山口昌男の『文化と両義性』、吉本隆明『共同幻想論』などが挙げられていた[3]。また『鉄の処女 (書物)』では、吉本と中村の思想的関係に注目していると告げた。80年代末に、小阪修平編集の『オルガン』という雑誌に掲載されたエッセイでは中村の「共通感覚」と吉本の概念である「共同幻想」は結局同じだと結論した[4]。